# Werner Bavendamm
Werner Hermann Theodor Bavendamm (* 27. November 1898 in Berlin; † 21. Oktober 1981 in Reinbek bei Hamburg) war ein deutscher Botaniker und Mykologe. Sein botanisches Autorenkürzel ist „Bavendamm“. Er gilt als „Nestor seines Fachs“, der sich schwerpunktmäßig der Holzpathologie und dem Holzschutz zuwandte. Bavendamm war Namensgeber für die Bavendamm-Reaktion.

## Leben

### Herkunft, Kriegsdienst und Studium
Werner Bavendamm wurde 1898 als Sohn des Regierungsbeamten Emil Bavendamm und seiner Frau Louise, geb. Biljes, geboren. Er hatte einen älteren Bruder, Hans Bavendamm, einen nachmaligen Landwirtschaftsfunktionär.
Werner legte sein Abitur am Luisengymnasium Berlin ab und leistete im Ersten Weltkrieg 1917/18 Kriegsdienst. Ab 1919 studierte er Naturwissenschaften an der Friedrich-Wilhelms-Universität zu Berlin und wurde dort 1923 mit der Dissertation Ueber Oekologie, Physiologie und Systematik der farblosen und roten Schwefelbakterien des Süss- und Salzwassers zum Dr. phil. promoviert.

### Wissenschaftliche Tätigkeit in der Weimarer Republik
1923 ging er als Mikrobiologe nach Sorau (Niederlausitz), an das Deutsche Forschungsinstitut für Bastfasern, 1925 als Assistent von Ernst Münch an das Forstbotanische Institut der Forstlichen Hochschule Tharandt bei Dresden, wo er sich 1928 zum Thema Erkennen, Nachweis und Kultur der holzverfärbenden und holzzersetzenden Pilze habilitierte (einem Standardwerk der Holzpathologie) und sodann Privatdozent für Botanik an der Abteilung Baum- und Holzkrankheiten wurde. Rufe an die Tierärztliche Hochschule Hannover und die Technische Hochschule Aachen lehnte er ab. 1925 übernahm er einige Vorlesungen von Bruno Löffler, der sich mit Morphologie beschäftigte. 1929 wurde die Forsthochschule in die TU Dresden eingegliedert.
1930 wurde Bavendamm durch die Universität Princeton und die Rutgers University mit  finanzieller Unterstützung der Notgemeinschaft der deutschen Wissenschaft in die USA eingeladen. In dieser Zeit unternahm er eine mikrobiologische Forschungsreise auf die Bahamas.

### Professur in der Zeit des Nationalsozialismus
Zum 1. Mai 1932 trat er der NSDAP bei (Mitgliedsnummer 1.135.491) und im November 1933 unterzeichnete er das Bekenntnis der Professoren an den deutschen Universitäten und Hochschulen zu Adolf Hitler und dem nationalsozialistischen Staat.
Von 1934 bis 1945 war er nichtplanmäßiger außerordentlicher Professor für Angewandte Botanik (Mikrobiologie, Pflanzenpathologie, Forstbotanik und Holzschutz) und ab 1935 stellvertretender Direktor des Forstbotanischen Instituts der TH Dresden.
1941 leistete Bavendamm erneut Kriegsdienst.

### Entnazifizierung und Professur in der Bundesrepublik

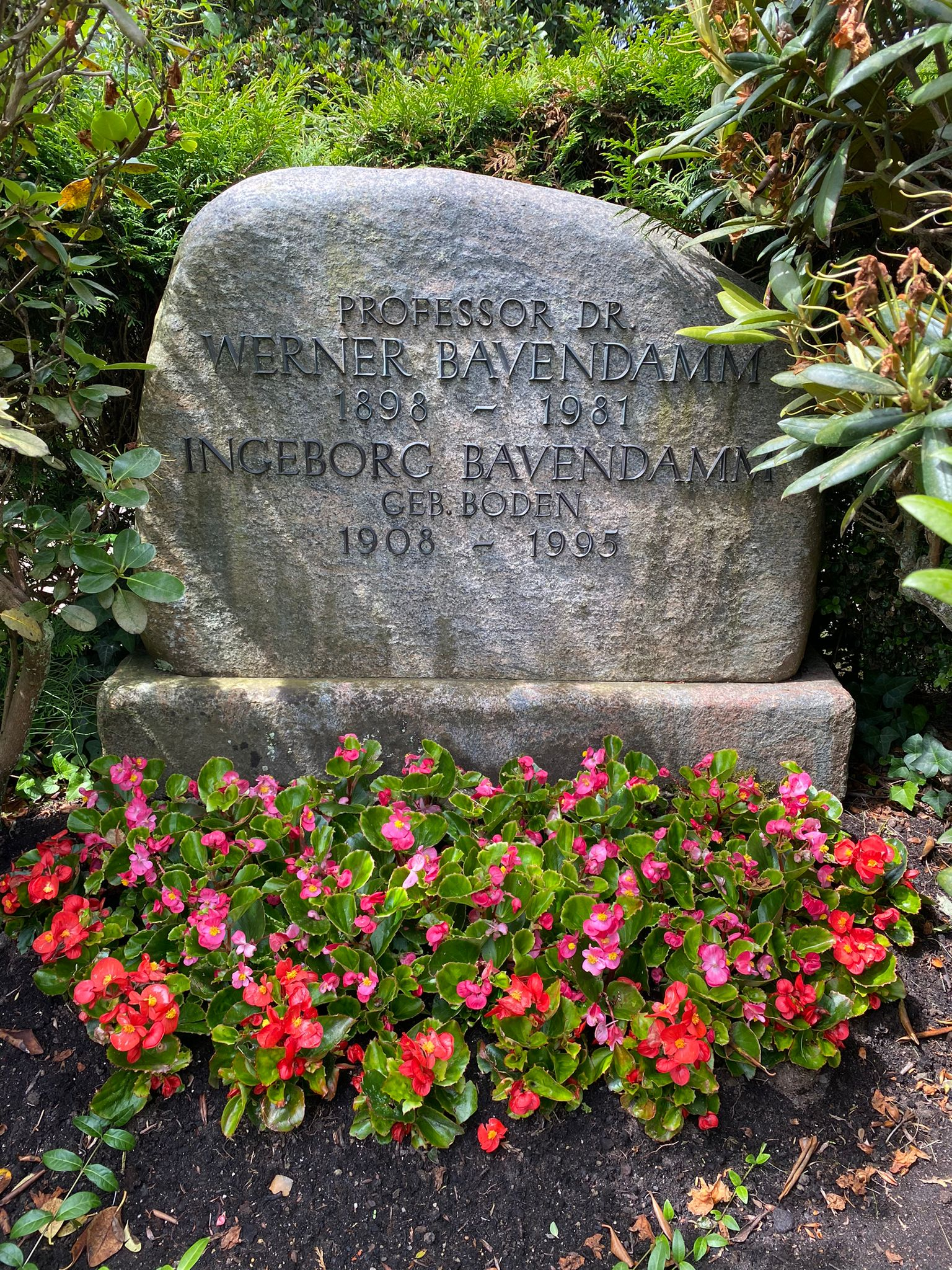
Grabstätte auf dem Friedhof Reinbek

Im August 1945 wurde er im Rahmen der Entnazifizierung aus dem Hochschuldienst entlassen. Nach dem Zweiten Weltkrieg war er deshalb zunächst wissenschaftlich in der Champignonzucht tätig.
1947 kam er an die Bundesanstalt für Forst- und Holzwirtschaft in Reinbek bei Hamburg. 1950 wurde er kommissarischer Leiter der Abteilung Holzbiologie und Holzschutz sowie 1951 außerplanmäßiger Professor für Forstbotanik und angewandte Mykologie an der Universität Hamburg. Er betreute insgesamt sechs Doktoranden. 1963 wurde er pensioniert.
Zu Forschungszwecken reiste er in den 1960er Jahren für mehrere Monate auf den afrikanischen Kontinent.
Sein offizielles botanisches Autorenkürzel lautete „Bavendamm“. Arbeiten erschienen zu den Themen Mikrobiologie, Phytopathologie, Forstbotanik, Holzpathologie und Holzschutz, ca. 140 Schriften. Er gehörte zudem verschiedenen Arbeitsausschüssen der Deutschen Gesellschaft für Holzforschung (DGfH) in München und dem Prüfungsausschuss für Holzschutzmittel an.

### Familie
Bavendamm war evangelischer Konfession, verheiratet mit Ingeborg Boden (1908–1995) und Vater von drei Kindern, darunter der Historiker und Publizist Dirk Bavendamm (* 1938). Er lebte zuletzt in Reinbek bei Hamburg und ruht auf dem dortigen Friedhof.

## Bavendamm-Reaktion
Die Bavendamm-Reaktion, eine Methode zur Unterscheidung von Braun- und Weißfäuleerregern, wurde international gewürdigt.

## Schriften (Auswahl)
Nachfolgend eine Auswahl von Bravendamms Veröffentlichungen:
- Kultur der am Kreislauf des Schwefels beteiligten Bakterien. In: Emil Abderhalden: Handbuch biologischer Arbeitsmethoden, Abt. XII, Teil 2, 1934, S. 483–546.
- Wie unterscheide ich die Speisepilze von den Gift- und Bitterpilzen? Bestimmungsschlüssel zum sicheren Erkennen von 10 Familien, 40 Gattungen und 120 Arten (= Merkblätter des Reichsinstitutes für Forst- und Holzwirtschaft, Nr. 7), Verlagsvertrieb für Forst- und Holzwirtschaft, Hamburg 1948.
- mit Hans Schmidt: Die Holzbohrmuscheln oder Terediniden. Ihre Lebensweise, Schädlichkeit und Bekämpfung, Kröger, Hamburg 1948.
- Mikroskopisches Erkennen und Bestimmen von holzbewohnenden und holzzersetzenden Pilzen. In: Hugo Freund: Handbuch der Mikroskopie in der Technik, 1951, S. 819–843.
- Natürliche Dauerhaftigkeit der Hölzer gegen Termitenfraß. In: Hans Schmidt: Handbuch der Termitenkunde, 1953, S. 245–306.